# Борха Фернандес
Борха Фернандес (ісп. Borja Fernández, нар. 14 січня 1981, Оренсе) — іспанський галісійський футболіст, що грав на позиції півзахисника. Грав за молодіжну збірну Іспанії.

## Клубна кар'єра
Народився 14 січня 1981 року в місті Оренсе. Вихованець футбольної школи клубу «Реал Мадрид».
У дорослому футболі дебютував 2000 року виступами за команду «Реал Мадрид C», з наступного року грав за «Реал Мадрид Кастілья», а ще за два роки був переведений до основної команди «вершкових».
У «королівському клубі» не став гравцем основного складу, тож 2005 року був орендований «Мальоркою», а за рік на умовах повноцінного контракту став гравцем клубу «Реал Вальядолід», де був гравцем «основи» протягом чотирьох років.
Протягом 2010-х років пограв ще за низку іспанських команд, а також тричі захищав кольори індійського клубу «Атлетіко» (Колката), у складі якого двічі, у 2014 і 2016 роках ставав переможцем Індійської суперліги.
Завершував ігрову кар'єру в клубі «Реал Вальядолід», до якого утретє і востаннє прийшов 2017 року.

## Виступи за збірні
1998 року дебютував у складі юнацької збірної Іспанії (U-17), загалом на юнацькому рівні взяв участь у 13 іграх.
Протягом 2002–2003 років провів дві гри у складі молодіжної збірної Іспанії.
У 2005–2008 роках Борха Фернандес провів чотири товариські матчі за збірну Галісії проти збірних Уругваю, Еквадору, Камеруну та Ірану.

## Титули і досягнення
- Володар Суперкубка Іспанії з футболу (1):

«Реал Мадрид»: 2003
- Переможець Індійської суперліги (2):

«Атлетіко» (Колката): 2014, 2016